# Federico Odorici
Federico Odorici (Brescia, 27 agosto 1807 – Roè Volciano, 12 settembre 1884) è stato un bibliotecario e storico italiano, autore della monumentale opera Storie Bresciane - dai primi tempi sino all'età nostra (1853-1856).

## Biografia
Figlio del cavalier Odorico Odorici e di Teresa Fornasini, si trasferì a Milano in giovane età per gli impegni del padre.
Fu allievo della Regia Accademia di belle arti di Brera e nel 1827 ottenne la medaglia d'argento per la classe di figura.
Nel 1830 sposò Clementina dei conti di Tarsis di Novara, morta poi nel 1854; ebbe nove figli, dei quali solo due figlie femmine sopravvissero al padre. Attorno al 1860 si risposò con Annetta Saini di Asola.
Nell'arco della sua vita fu autore di numerosi studi e ricerche storiche, in particolare su Brescia, come i documenti per la raccolta Historiae Patriae Monumenta.
Dopo la morte di Pompeo Litta Biumi nel 1852, insieme a Luigi Passerini Orsini de' Rilli e Federico Stefani proseguì la pubblicazione delle Famiglie celebri italiane  fino al 1873.
Fu membro della Regia Deputazione sopra gli studi di Storia Patria, socio corrispondente dell'Accademia delle Scienze di Torino (dal 1856), membro dell'Ateneo di Brescia e dell'Ateneo di Firenze, corrispondente della Accademia Ercolanese e della Accademia Pontaniana, socio corrispondente della Società Ligure di Storia Patria.
Tra il 1860 e il 1861 collaborò con il settimanale L'Indicatore Bresciano per il quale pubblicò a puntate la sua Arnaldo da Brescia: ricerche istoriche.
Fu amico di Luigi Cibrario, che morì nel 1870 mentre era ospite nella sua casa a Trobiolo (frazione di Roè Volciano).
Dal 1862 fu bibliotecario della Biblioteca Palatina di Parma e dal 1876 fu trasferito come prefetto della Biblioteca Braidense.
Nel 1860 fu brevemente deputato del Regno di Sardegna.
Morì a Trobiolo, frazione di Roè Volciano, nel 1884.

## Opere

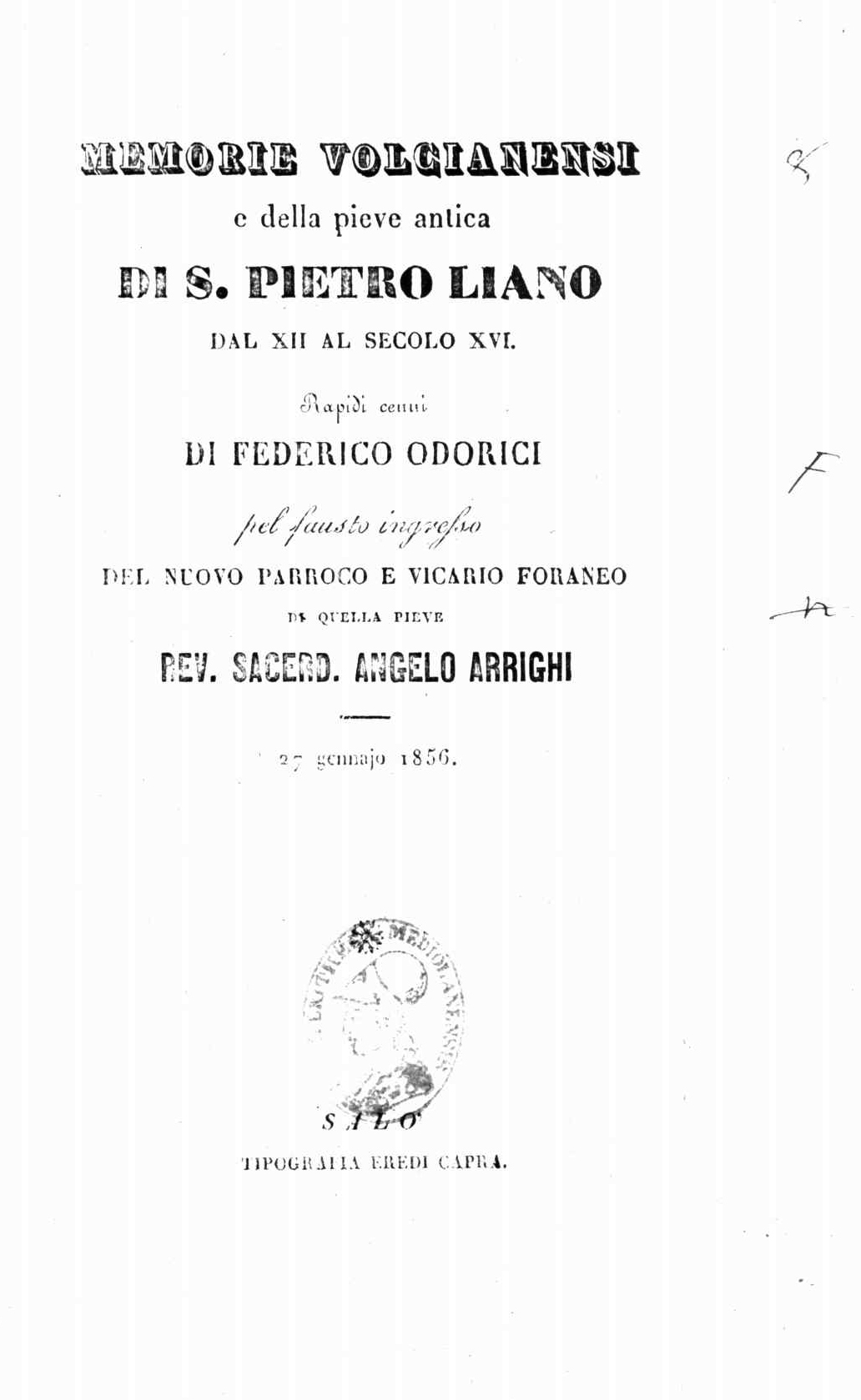
Memorie volcianensi e della pieve antica di S. Pietro Liano, 1856

Una bibliografia completa fu pubblicata con le necrologie pubblicate.
- I bresciani del 1512. Ricerche storiche, Valerio Paitone, 1851.
- Storie bresciane dai primi tempi sino all'età nostra, vol. 1, Brescia, Gilberti, 1853.
  -  Storie bresciane dai primi tempi sino all'età nostra, vol. 2, Brescia, Gilberti, 1854.
  -  Storie bresciane dai primi tempi sino all'età nostra, vol. 3, Brescia, Gilberti, 1854.
  -  Storie bresciane dai primi tempi sino all'età nostra, vol. 4, Brescia, Gilberti, 1855.
  -  Storie bresciane dai primi tempi sino all'età nostra, vol. 5, Brescia, Gilberti, 1856.
- Brescia romana e sue cristiane memorie sino al cadere del secolo V : ricerche monumentali, 1854.
- Codice diplomatico bresciano, vol. 1, Brescia, Gilberti, 1854. Rist. 1871.
  -  Codice diplomatico bresciano, vol. 2, Brescia, Gilberti, 1855.
- Memorie volcianensi e della pieve antica di S. Pietro Liano, Salò, Eredi Capra, 1856.
- Il cardinale Uberto Gambara da Brescia, 1487-1549 - con lettere inedite di Carlo V, di don Giovanni re di Portogallo, di Gastone di Foix e del Guicciardini, 1856.
- Brescia ne' tempi di Berardo Maggi e di Tebaldo Brusato, a. 1275-1311, 1857.
- Memorie storiche sulla Valcamonica / dell'arciprete di Cividate Giambattista Guadagnini e di Federico Odorici ; con appendice sull'improvido congiungimento della patria valle all'agro bergamasco e sulle speranze dei valligiani perché ci venga ridata, 1857.
- Cenni storici sulle fabbriche d'armi della provincia di Brescia, 1860.
- Arnaldo da Brescia - Ricerche istoriche, 1861.
- La galleria Tosio ora Pinacoteca municipale di Brescia in contrada s. Pace ora Tosio, n. 596, 1863.

## Onorificenze
Patrizio della Repubblica di San Marino.